# Аналитик-ТС
Аналитик-ТС — российская компания. Полное наименование — ООО "Аналитик ТелекомСистемы". Специализируется на разработке и производстве под торговой маркой PROMODEM промышленных GSM / NB-IoT логгеров для учета воды, а также GSM, ZigBee и Wi-Fi модемов для беспроводной автоматизации.
Под торговой маркой AnCom компания выпускает анализаторы и тестеры для проверки систем проводной связи, в том числе телефонных каналов, каналов ТЧ и xDSL, а также линий ВЧ-связи по ЛЭП.

## Продукция
Оборудование компании ООО "Аналитик-ТС" используется на предприятиях связи, промышленного комплекса, транспорта, электроэнергетики, коммунального хозяйства, силовых структур, водоснабжения и нефтедобычи. Структура бизнеса компании ООО "Аналитик-ТС" включает следующие направления.

### Средства измерений связи[4]
Анализаторы и тестеры для проверки систем проводной связи:
- ВЧ связь по ЛЭП, PLC – контроль каналов, трактов, оборудования присоединения и кабелей связи, оборудования цифровой и аналоговой ВЧ связи (включая ВЧ посты РЗ и ПА)[5] [6];
- Сеть ТфОП – контроль качества каналов и потерь вызовов[7][8];
- Каналы ТЧ – измерение, паспортизация и имитация[9][10];
- IP-телефония – контроль устойчивого функционирования сети в т.ч. на основе оценки качества передачи речи[9][10];
- xDSL – определение годности кабелей к созданию сетей доступа на основе технологий ADSL, ADSL2, ADSL2+, HDSL, SHDSL[11][6];
- Кабели связи – контроль продукции кабельных заводов, а также поиск и устранение неисправностей на телефонных сетях[11][6];
- Цифровые каналы и тракты – измерение потоков E1[12][13];
- РЗА и ПА, МЭК 61850 – контроль функционирования и настройка оборудования Цифровых подстанций[14];
- Вольтамперфазометр - для настройки и контроля фазочувствительных схем РЗА и ПА на предприятиях электрических сетей[15][16].

### NB-IoT/3G/GPRS Логгеры
GSM / NB-IoT логгеры PROMODEM предназначены для сбора, контроля, хранения и передачи архивов, накопленных с расходомеров, датчиков давления, температуры и уровня. Архивы отправляются в диспетчерский центр по расписанию через сотовый интернет. Серверное программное обеспечение PROMODEM WebLogger на основе принятых архивов измерений формирует графические и табличные отчеты в WEB-интерфейсе. При возникновении аварийных событий, мгновенно формируются аварийные SMS-сообщения. 
- Логгеры для промышленности - учет и контроль в реперных точках параметров (расход, давление, температура, влажность, уровень) воды, газа, нефти: на магистральных трубопроводах, в водохранилищах, реках, скважинах, затапливаемых камерах, колодцах;
- Логгеры для ЖКХ - подомовой (вводной) учет расхода воды, тепла, газа, давления, температуры;
- Логгеры для поквартирного учета - поквартирный учет расхода воды, тепла, газа.

Логгеры PROMODEM предназначены для работы в сложных условиях:
- Степень защиты IP65 и IP68 для работы во влажных и затапливаемых помещениях;
- Бесперебойная работа в температурном диапазоне -40…+70°C;
- До 10 лет автономной работы от батареи на объектах без питания;
- Работа от сети 220 В со встроенным аккумулятором для работы на объектах с нестабильным питанием[18];
- Работа от встроенного аккумулятора с зарядкой от солнечной панели на объектах без питания[19].

Логгеры PROMODEM внесены в Государственный реестр средств измерений и имеют межповерочный интервал 5 лет. 

### GPRS, 3G, ZigBee и WiFi модемы для беспроводной автоматизации
Промышленные модемы для систем промышленной автоматизации и диспетчеризации для организации надежного и безопасного прозрачного канала связи между стандартными интерфейсами контроллеров и приборов учета (RS-232С и RS-485) и программным обеспечением, реализованным в виде TCP-клиентов (в т.ч. SCADA) на диспетчерских пунктах сбора и обработки данных.
- Модемы PROMODEM GSM и 3G - для опроса географически распределенных объектов[22];
- Радиомодемы PROMODEM ZigBee - для опроса счетчиков и контроллеров на компактных объектах в пределах 1-2 км или одного здания. ZigBee модемы объединяются в персональную беспроводную радиосеть топологии MESH без роутеров и базовых станций, в которой каждый модем является автоматическим ретранслятором для соседних[23];
- Модемы PROMODEM WiFi - конвертеры RS-232С и RS-485 в Wi-Fi для беспроводного опроса счетчиков и контроллеров на объекте с WiFi покрытием[24].

### Телефонные аналоговые проводные модемы[25]
Промышленные проводные модемы для дуплексной асинхронной передачи данных по 2-/4-проводным физическим линиям, коммутируемым и выделенным каналам, образованным различными системами связи, в стандартном и ограниченном тональном частотном диапазоне. Позволяют опрашивать различные контроллеры и приборы учета (RS-232С и RS-485) по проводным каналам связи. 

### Контроллеры управления освещением
- Контроллер LED PROMODEM WiFi - подключаемый к светильнику модуль для плавного управления яркостью по протоколу Modbus TCP в сети WiFi[26].

## Деятельность[27]
- Разработка и производство анализаторов и тестеров для проверки систем проводной связи;
- Разработка и производство промышленных GSM / NB-IoT логгеров для промышленного, ЖКХ или поквартирного учета расхода, температуры и давления воды;
- Разработка и производство промышленных GSM, ZigBee и Wi-Fi модемов для беспроводной автоматизации;
- Написание учебной литературы, методов и методик измерений в системах проводной связи[28];
- Доработка серийных изделий под требования заказчика;
- Контрактная разработка оборудования по индивидуальным техническим заданиям;
- Контрактная разработка решений на базе оборудования ООО "Аналитик-ТС" или продукции сторонних производителей.
- Контрактное производство оборудования заказчика на производственных мощностях ООО "Аналитик-ТС".